# Fytoftoroza

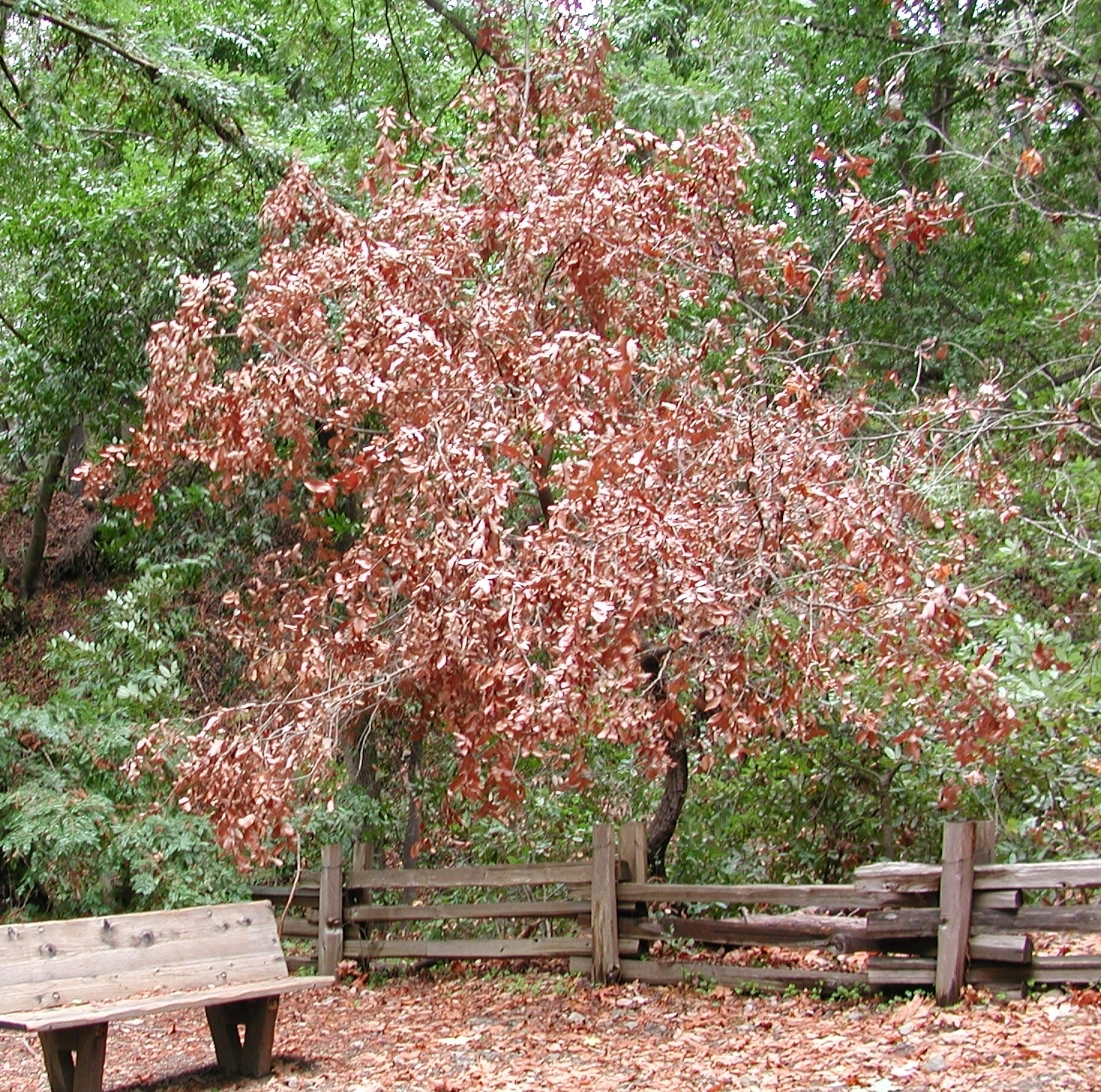
Drzewo obumarłe w wyniku fytoftorozy

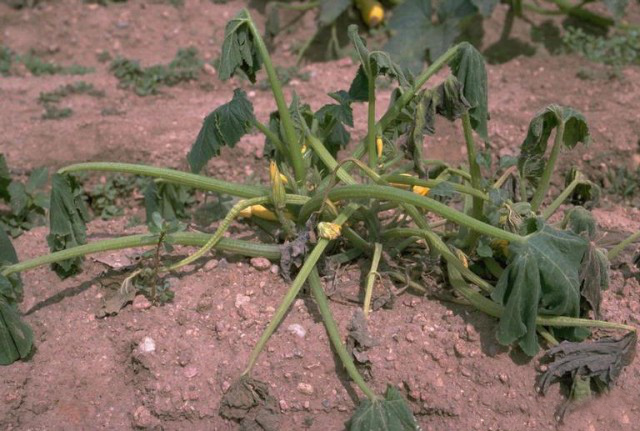
Fytoftoroza cukinii

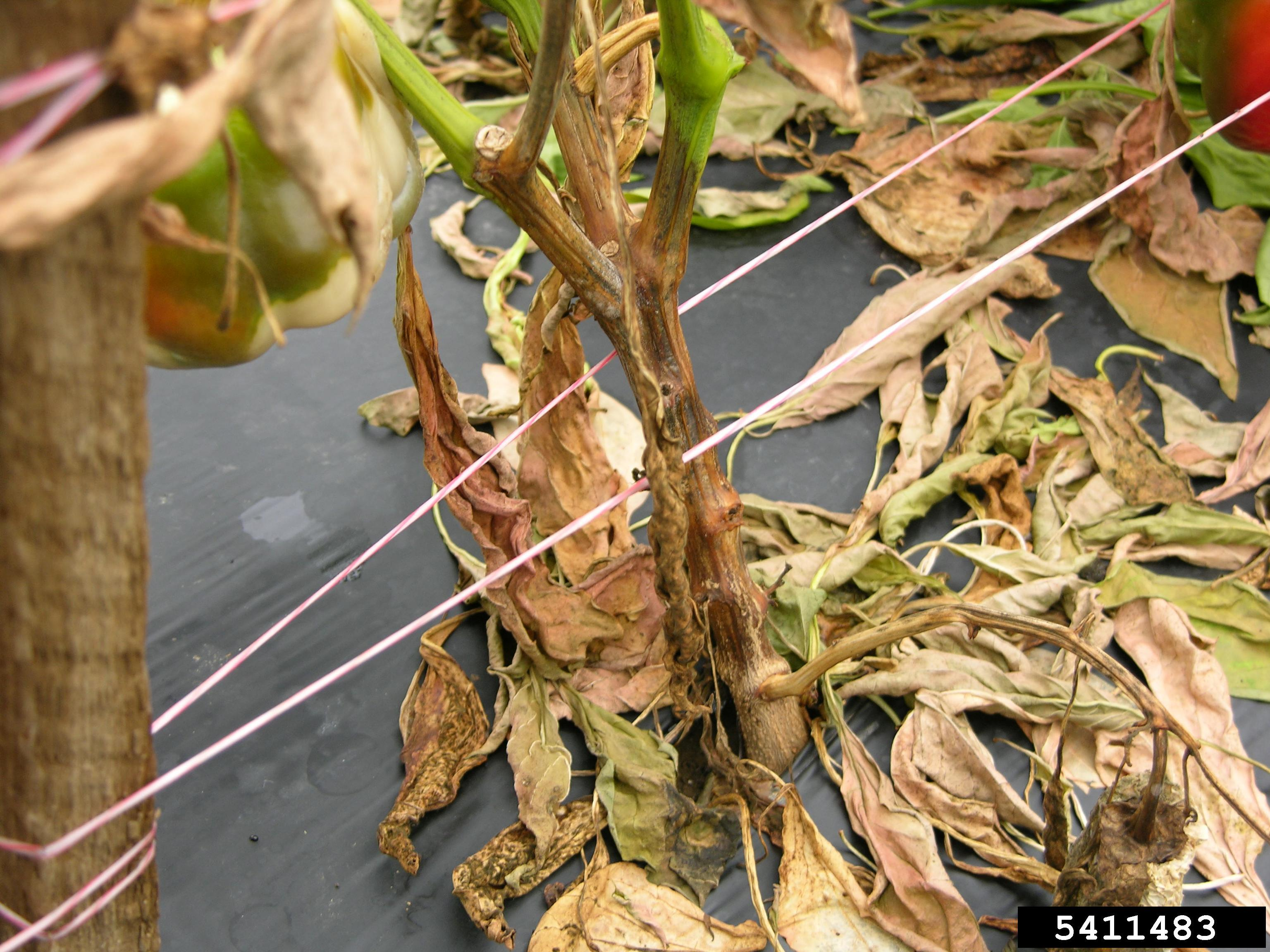
Fytoftoroza papryki

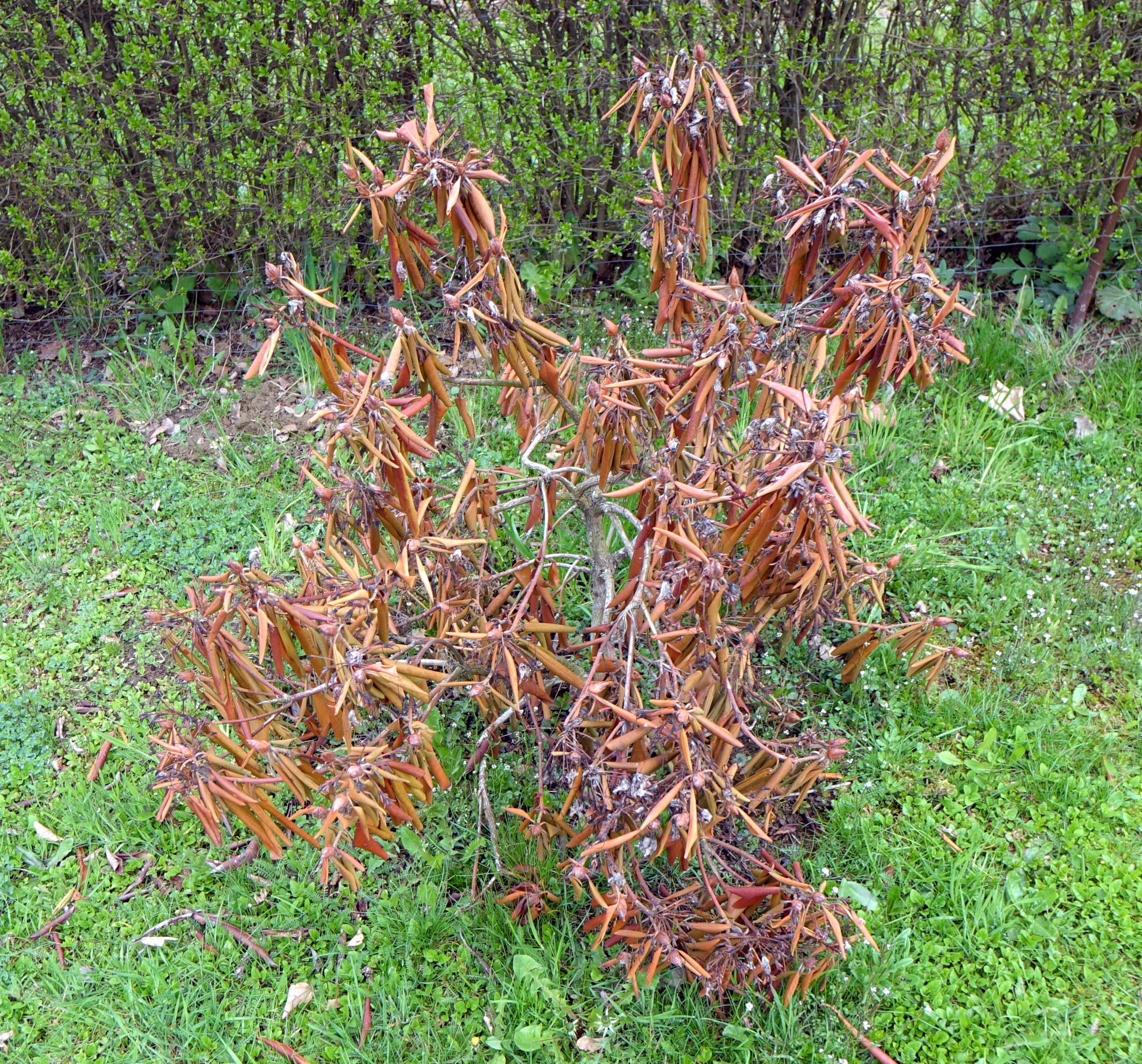
Fytoftoroza różanecznika

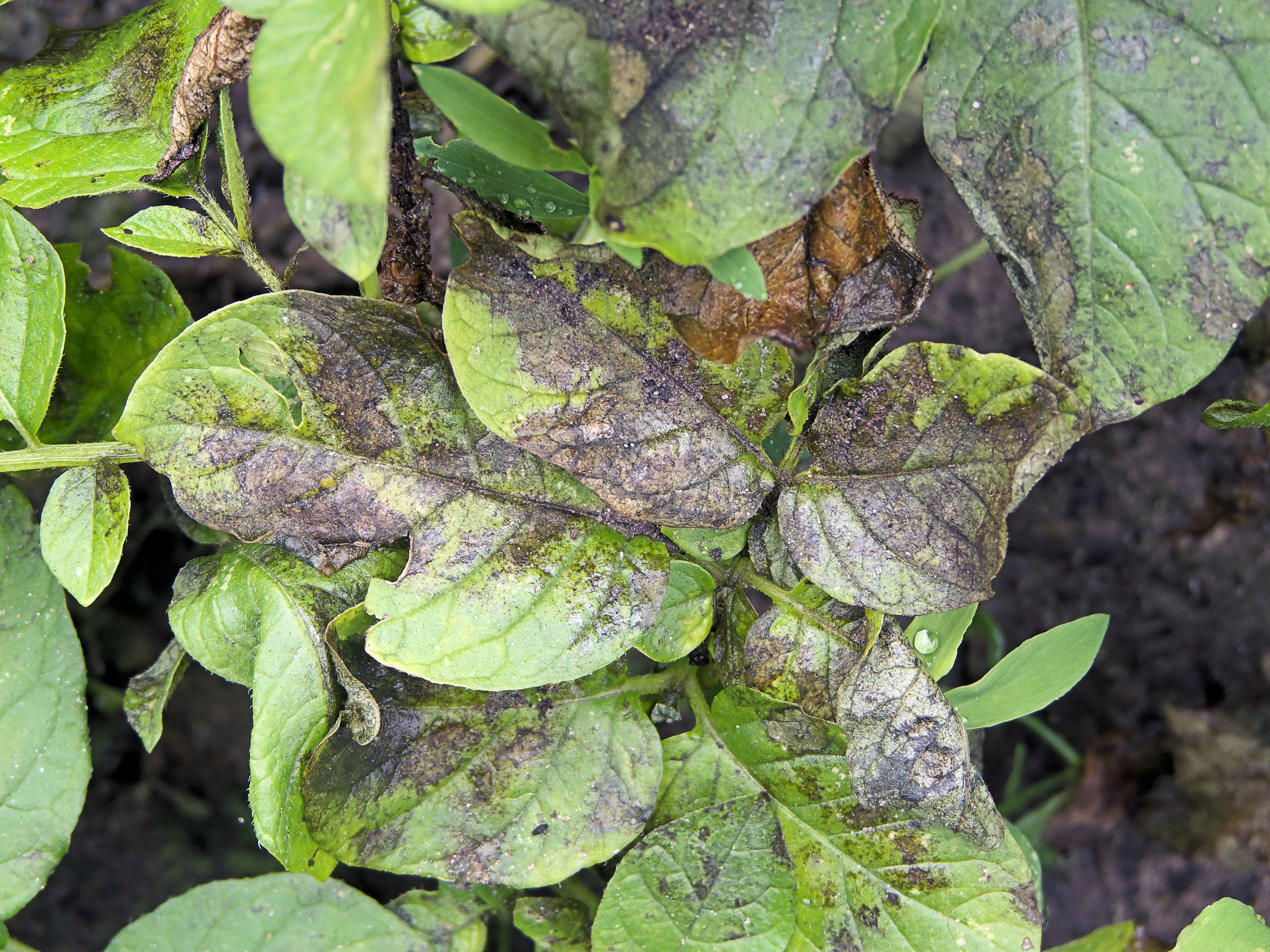
Zaraza ziemniaka

Fytoftoroza (ang. Phytophthora diseases, Phytophthorosis) – grupa chorób roślin wywołana przez gatunki grzybopodobnych lęgniowców zaliczane do rodzaju Phytophthora. Opisano już około 120 gatunków zaliczanych do tego rodzaju. Jest to groźna choroba atakująca liczne gatunki uprawianych roślin rolniczych, warzyw, roślin ozdobnych, a także rośliny sadownicze oraz drzewa i krzewy leśne.

## Historia
Jeden z gatunków – Phytophthora infestans w latach czterdziestych XIX wieku spowodował epidemię zarazy ziemniaka w Irlandii, która była przyczyną wielkiego głodu. Spowodowała śmierć głodową lub emigrację ponad 2 milionów Irlandczyków. Zaraza rozprzestrzeniła się także na inne kraje Europy znacząco ograniczając zbiory pod koniec XIX wieku.
Poza zarazą ziemniaka fytoftoroza była dawniej mało znaną chorobą. Znaczny jej rozwój w Polsce w ostatnich latach zdaniem prof. C. Brasiera, wybitnego znawcy rodzaju Phytophthora spowodowany jest wielokrotnym wzrostem obrotu materiałem roślinnym po przystąpieniu Polski do Unii Europejskiej. Zwiększył się znacznie import siewek, sadzonek i starszych roślin – zarówno znanych dotychczas gatunków i odmian, jak i nowych, w Polsce dotąd nie uprawianych. Na importowanych roślinach, często pochodzących z krajów strefy subtropikalnej, były zawlekane nowe, nieznane dotąd w Polsce patogeny, w tym Phytophthora. Wyniki badań przeprowadzonych w szkółkach roślin ozdobnych i uprawach pod osłonami wskazują, że jeszcze przed 20 laty zagrożenie stanowił tylko jeden gatunek Phytophthora, obecnie takich gatunków jest 17.
Jak wielkie zagrożenie stanowią fytoftorozy może świadczyć przypadek choroby opisanej w USA jako nagłe zamieranie dębów spowodowane przez Phytophthora ramorum. Już w dwa lata po pojawieniu się pierwszych objawów następowało zamieranie całych drzew. W ciągu 10 lat choroba rozprzestrzeniła się w Ameryce Północnej wzdłuż wybrzeży na długości 1200 km. Pojawiła się także w Europie, gdzie zaatakowała najpierw różaneczniki i kalinę bodnateńską, a potem około 40 innych gatunków roślin.

## Objawy i skutki
Fytoftoroza to bardzo groźna choroba. Atakuje głównie systemy korzeniowe roślin, co skutkuje zaburzeniami w pobieraniu wody i soli mineralnych z gleby. Rozwój choroby początkowo przebiega bezobjawowo pod ziemią, zazwyczaj więc pozostaje niezauważony. Gdy pojawią się objawy choroby, zazwyczaj już roślin nie da się uratować. Choroba powoduje gnicie korzeni, zgorzel siewek, więdnięcie, żółknięcie i zasychanie liści, całych pędów, a w końcu całych roślin. Pierwszym objawem choroby jest zazwyczaj czernienie łodygi, od dołu do około 10 cm nad ziemią, ale u różnych roślin objawy choroby są różne. U drzew fytoftoroza wywołana przez Phytophthora cactorum powoduje powstawanie na szyjce korzeniowej i korze porażonych drzew brązowo-brunatnych przebarwień, a pod korą czerwono-brązowego pierścienia wyraźnie różniącego się barwą od zdrowej tkanki. Rozwój choroby prowadzi do niszczenia kory na całym obwodzie pnia drzewa, które skutkiem tego obumiera. U bylin na tkankach liści, łodyg i pędów u podstawy rośliny powstają wodniste smugi i nekrozy powodujące żółknięcie, więdnięcie i zamieranie roślin. Zawsze po wykopaniu rośliny z ziemi, na jej korzeniach wyraźnie widoczna jest zgnilizna.

## Fytoftorozy roślin w Polsce
- czerwona zgnilizna korzeni truskawki (Phytophthora fragariae)
- czarna zgnilizna korzeni truskawki (Globisporangium sp., Pythium sp., Phytophthora cactorum, Leptosphaeria coniothyrium, Thanatephorus cucumeris)
- fytoftoroza drzew (Phytophthora sp.)
- gnicie korzeni astilbe (Phytophthora sp.)
- gnicie korzeni anturium (Globisporangium splendens, Phytophthora sp.)
- gnicie korzeni pustynnika (Phytophthora sp.)
- gnicie korzeni syningii (Globisporangium  sp., Pythium sp., Phytophthora sp.)
- gnicie korzeni przymiotna (Globisporangium sp., Pythium sp., Phytophthora sp.)
- gnicie korzeni tojadu (Globisporangium sp., Pythium, Phytophthora)
- mokra zgorzel podstawy pędu irysa (Phytophthora nicotianae, Phytophthora cryptogea)
- pierścieniowa zgnilizna podstawy pędu porzeczki (Phytophthora cactorum)
- różowa zgnilizna bulw ziemniaka (Phytophthora erythroseptica)
- skórzasta zgnilizna owoców truskawki (Phytophthora cactorum)
- zamieranie podstawy pędów róży (Phytophthora megasperma)
- zaraza ziemniaka (Phytophthora infestans)
- zaraza ziemniaka na pomidorze (Phytophthora infestans)
- zgnilizna karp rabarbaru (Phytophthora cactorum)
- zgnilizna korzeni borówki wysokiej i żurawiny (Phytophthora sp.)
- zgnilizna korzeni maliny (Phytophthora rubi)
- zgnilizna pierścieniowa podstawy pnia drzew owocowych (Phytophthora cactorum)
- zgnilizna pierścieniowa pomidora (Phytophthora sp.)
- zgnilizna podstawy pędów papryki (Phytophthora sp.)
- zgorzel bluszczu (Phytophthora sp.)
- zgorzel gerbery (Phytophthora cryptogea)
- zgorzel kalanchoe (Phytophthora sp.)
- zgorzel kaktusów (Phytophthora cactorum)
- zgorzel korzeni różanecznika (Phytophthora cinnamoni, Phytophthora citricola, Globisporangium ultimum, Cylindrocarpon destructans)
- zgorzel palm (Phytophthora sp.)
- zgorzel podstawy pędu astilbe (Phytophthora sp.)
- zgorzel podstawy pędu astra (Fusarium sp., Phytophthora sp.)
- zgorzel podstawy pędu astra chińskiego (Phytophthora cryptogea)
- zgorzel podstawy pędu begonii (Phytophthora cryptogea)
- zgorzel podstawy pędu cissusa (Phytophthora sp., Fusarium sp.)
- zgorzel podstawy pędu cynerarii (Phytophthora cryptogea)
- zgorzel podstawy pędu fikusa (Phytophthora palmivora)
- zgorzel podstawy pędu fiołka afrykańskiego (Phytophthora sp.)
- zgorzel podstawy pędu gipsówki (Phytophthora sp.)
- zgorzel podstawy pędu goździka (Phytophthora nicotianae)
- zgorzel podstawy pędu omiega (Phytophthora sp.)
- zgorzel podstawy pędu poinsecji (Phytophthora tropicalis)
- zgorzel podstawy pędu streptokarpusa (Phytophthora sp.)
- zgorzel podstawy pędu syningii (Phytophthora cryptogea)
- zgorzel podstawy pędu tulipana (Phytophthora erythroseptica, Phytophthora cryptogea)
- zgorzel rozety liści ananasowatych (Phytophthora sp.)
- zgorzel siewek (Globisporangium sp., Phytophthora sp., Pythium sp., Olpidium brassicae, Botrytis cinerea, Rhizoctonia solani)
- zgorzel siewek traw (Globisporangium sp., Phytophthora sp., Pythium sp., Fusarium sp., Rhizoctonia solani)
- zgorzel siewek astra chińskiego (Globisporangium, Pyhium sp., Phytophthora sp., Fusarium, Rhizoctonia solani sp.)
- zgorzel syngonium (Phytophthora crypotogea)
- zgorzel szparaga (Phytophthora sp.)
- zgorzelowa plamistość różanecznika (Phytophthora cactorum, Phytophthora syringae)
- zgorzelowe więdnięcie cyklamena (Phytophthora tropicalis).

Wykaz chorób na podstawie opracowania Polskie nazwy chorób roślin uprawnych, z wyjątkiem fytoftorozy drzew.

## Ochrona
Podstawowe znaczenie ma zapobieganie. Nie należy sadzić sadzonek z objawami choroby. Porażone przez fytoftorozę rośliny należy w całości usuwać i palić. W sadach należy nie tylko usunąć pień i koronę porażonych drzew, ale także wykarczować i spalić korzenie. Przez co najmniej 4–5 lat na miejscu porażonego przez fuzariozę drzewa nie należy sadzić nowych drzew, gdyż strzępki i przetrwalniki patogena mogą wiele lat przetrwać w ziemi. W sadach zapobiega się chorobie przez szereg działań:
- szczepienie odmian szlachetnych na podkładkach mało podatnych na fytoftorozę
- okulizacja na wysokości powyżej 10 cm nad ziemią, miejsce okulizacji jest bowiem najbardziej podatne na infekcję
- nie należy zakładać sadów na miejscach podmokłych o ciężkiej glebie
- profilaktyczne opryskiwanie fungicydami fosfoorganicznymi podstawy pnia i ziemi wokół niego podczas kwitnienia drzew ziarnkowych[4].

Na plantacjach ziemniaka również podstawowe znaczenie ma zapobieganie zarazie ziemniaczanej. W okresie rozprzestrzeniania się choroby stosuje się ponadto profilaktycznie ochronę chemiczną.
Z powodu rosnącego zagrożenia fytoftorozą bardzo ważne staje się szybkie wykrywanie Phytophthora w importowanych sadzonkach oraz w świeżych nasadzeniach. Do tej pory identyfikacja tego patogenu trwała kilkanaście dni. Naukowcy ze Szwajcarii opracowali nową metodę identyfikacji przy zastosowaniu metod molekularnych. Umożliwia ona wykrycie i zidentyfikowanie Phytophthora w ciągu kilkudziesięciu godzin. Pozwala to wyeliminować chore sadzonki jeszcze przed ich zasadzeniem, a w nasadzeniach jeszcze przed pojawieniem się pierwszych objawów fytoftorozy. Po stwierdzeniu patogenów w szkółkach usuwa się i pali chore sadzonki i przez 2 miesiące sprawdza obecność patogenu w ziemi w promieniu 10 m od źródła infekcji.